# Ehemaliger Fuhlensee

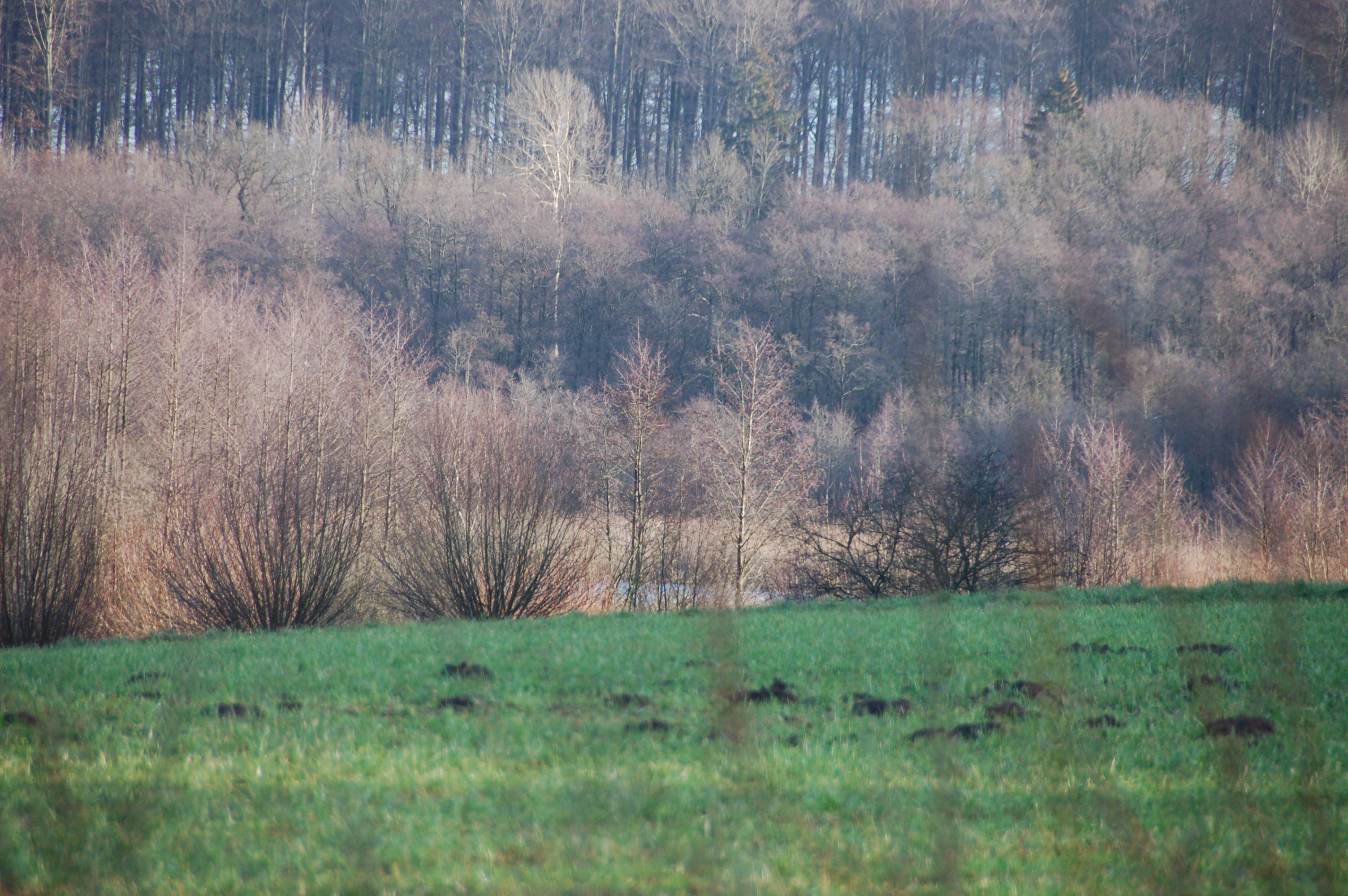

Der Ehemalige Fuhlensee ist ein Naturschutzgebiet nordöstlich von Meldorf im Kreis Dithmarschen, Schleswig-Holstein. Geschützt ist das Gebiet eines früheren Flachsees, dem Fuhlensee, in der Mieleniederung. Die Flächen stehen im Eigentum der Stiftung Naturschutz Schleswig-Holstein und wird vom Naturschutzbund Deutschland (NABU) betreut.
Der verlandete Marschsee weist charakteristische Vegetationsformen wie Röhricht, Feuchtgrünland sowie Niedermoor- und Zwischenmoorvegetation auf. Das Naturschutzgebiet, das zahlreichen geschützten Arten Lebensraum bietet, zählt zum europäischen ökologischen Netz Natura 2000.
Durch verschiedene Pflegemaßnahme wird im Gebiet des Naturschutzgebietes eine artenreiche, magere Feucht- und Nasswiese erhalten. Hier finden sich unter anderem Pfeifengraswiesen, Geflecktes Knabenkraut, Großer Wiesenknopf sowie auf den Niedermorrbäden Glockenheide, Besenheide, Waldläusekraut, Rundblättriger Sonnentau und Kleinfrüchtige Moosbeere. Zu den Tierarten, die im Naturschutzgebiet beobachtet werden können gehören Schilfrohrsänger, Feldschwirl, Rohrammer, Rohrweihe sowie gelegentlich Wiesenpieper und Sumpfohreule. In den Gräben des Naturschutzgebietes kommt außerdem mit dem Schlammpeitzger eine seltene europäische Fischart vor.

## Entstehungsgeschichte
Mit der Haken- und Nehrungsbildung nach der Abschnürung der Meeresbuchten kam es zur Bildung von Haffseen und später Strandseen, die sich schließlich nach Bildung der „Alten Marsch“ zu flachen Süßwasserseen entwickelten und mit wenigen Ausnahmen verlandeten. Die Verlandung wurde durch Entwässerungsmaßnahmen gefördert. Der Fuhlensee soll 1855 noch eine Wasserfläche von 25 Hektar gehabt haben. Heute sind nur noch geringe Wasserflächen vorhanden, die künstlich geschaffen worden sind.

## Belege